# Street of Women
Street of Women ist ein US-amerikanischer Spielfilm aus dem Jahr 1932 mit Kay Francis in der Hauptrolle. Er enthält viele Elemente, die typisch für sog. pre-code movies sind, Filme also, die vor Inkrafttreten des Production Code in den Verleih kamen.

## Handlung
Natalie Upton betreibt den erfolgreichen Modesalon Madame Natalie und ist seit gut drei Jahren die einflussreiche Geliebte des Magnaten Lawrence Baldwin. Sie berät und beeinflusst Lawrence und ist insoweit auch mitverantwortlich für den Bau des Baldwin Tower, dem höchsten Bürogebäude der Welt. Natalie unterstützt mit den Einnahmen aus ihrem Salon ihren Bruder Clark, der in Paris Architektur studiert. Lawrence will schließlich die Scheidung von seiner Frau, doch die gemeinsame Tochter Doris ist entsetzt und droht dem Vater mit Konsequenz, wenn er auf seinem Vorhaben bestehen würde. Allerdings hat auch Doris ein Geheimnis, da sie heimlich mit Clark, dem Bruder von Natalie, verlobt ist. Als Clark aus Paris auftaucht und feststellt, dass seine Schwester die Geliebte von Lawrence ist, macht er ihr Vorhaltungen und verdammt ihr Verhalten als unmoralisch und absolut unverzeihlich. Es ist Linkhore Gibson, Natalies bester Freund, der die Situation rettet. Er chartert ein Flugzeug und schreibt pessimistic rabbit an den Himmel, um Natalie aufzumuntern. Gleichzeitig überzeugt er Lawrence Frau, sich scheiden zu lassen und am Ende steht eine Doppelhochzeit.

## Hintergrund
Kay Francis war 1932 von Paramount im Zuge eines damals viel beachteten talent raid gemeinsam mit Ruth Chatterton und William Powell zu Warner Brothers gewechselt mit dem Versprechen von mehr Gage und besseren Rollen. Street of Women war ihr zweiter Film unter dem laufenden Vertrag und das Studio investierte eine beträchtliche Summe in die Produktionswerte. Die Handlung ist dahin von Interesse, als in der Zeit vor dem strengen Zensurvorschriften des Production Code möglich war, die Geliebte eines verheirateten Mannes als sympathische und kluge Frau zu präsentieren, die ihm intellektuelle Unterstützung und Beratung geben kann und nicht bloß sexuelle Abwechslung.

## Kritik
Die meisten Kritiker fanden Gefallen an der in ihren Augen kurzweilig erzählten Geschichte.
In dem damals einflussreichen Fachblatt Film Daily war zu lesen:

„‚Street of Women‘ ist eine erstklassige Produktion […] Kay Francis ist überzeugend und hat Klasse […] Die Produktion zeichnet sich durch viele interessante Aspekte und ungewöhnlich intelligente und witzige Dialoge aus […] Es ist bedauerlich, einen so guten Film einen derart billigen Titel zu geben.“

Ein anderer Kritiker befand:

„Das Studio gibt [Miss Francis] gute Rollen und investiert offensichtlich einiges an Geld in ihre Filme, gemessen an den exquisiten Sets und den guten Nebendarstellern. […] Miss Francis trägt eine umwerfende Garderobe und ist sehr gut photographiert. Ihre Darstellung ist selbstsicher und charmant.“

## Kinoauswertung
Die Produktionskosten lagen bei lediglich 195.000 US-Dollar, was indes dem üblichen Schnitt für einen Kay-Francis-Film der Zeit entsprach. In den USA spielte Street of Women bescheidene 295.000 US-Dollar ein, zu denen weitere 89.000 US-Dollar aus dem Ausland kamen. Die Gesamteinnahmen lagen bei nur 339.000 US-Dollar.